# HD 3074
HD 3074 är en gulvit stjärna i huvudserien i Bildhuggarens stjärnbild.
Stjärnan har visuell magnitud +6,40 och är nätt och jämnt synlig för blotta ögat vid mycket god seeing.